# Barnim Panorama
Das Barnim-Panorama (Eigenschreibweise Barnim Panorama) ist ein Landwirtschaftsmuseum und Besucherzentrum des Naturparks Barnim.
Es ist im September 2013 aus dem Agrarmuseum Wandlitz und dem Naturparkzentrum Barnim hervorgegangen. Die Einrichtung gehört der Gemeinde Wandlitz und erhielt den vollständigen Namen: BARNIM PANORAMA Naturparkzentrum • Agrarmuseum Wandlitz. Sie beherbergt die größte agrarhistorische Sammlung in Brandenburg und bietet in sechs Themenräumen einen Einblick in die zweihundertjährige Geschichte der Landwirtschaft Brandenburgs. Das Museum in der Breitscheidstraße 8–9 im Ortsteil Wandlitz entstand 1955 und konnte bis 2013 nur Provisorien nutzen. Wegen des wachsenden Platzbedarfs und einer verbesserten Präsentationsmöglichkeit ließ die Gemeinde gegenüber dem ursprünglichen Standort einen Neubau errichten, der im Jahr 2013 bezogen werden konnte.

## Beginn der Sammlung

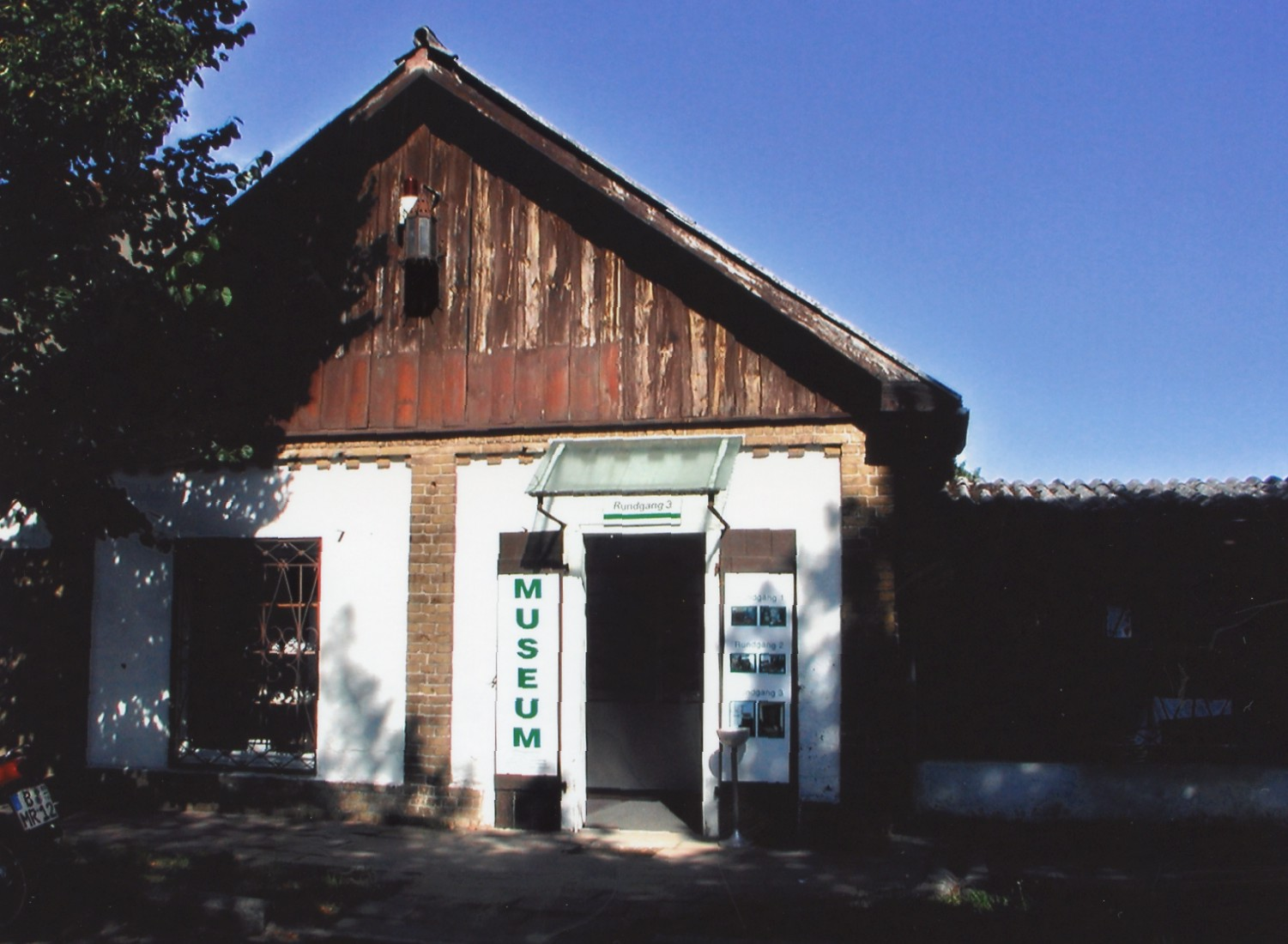
Vom Milchladen über die Heimatstube zum Schauraum des Agrarmuseums (2005)

Im Jahr 1955 eröffnete der Wandlitzer Heimatforscher und Meiereibesitzer Walter Blankenburg (1901–1984) eine Heimatstube. Seine Frau Margot und er hatten einige Jahre mithilfe der Einwohner Gegenstände aus dem bäuerlichen Alltag und Fundstücke zusammengetragen, die nun erstmals öffentlich gezeigt werden konnten und reges Interesse fanden. Mit der Zeit und mit staatlicher Hilfe wurde die Heimatstube zu einem Museum ausgebaut, die Räumlichkeiten konnten durch Umnutzung zweier Scheunen und eines Stallgebäudes vergrößert werden. Schließlich kam eine 500 m² große Mehrzweckhalle, gestiftet vom FDGB-Bundesvorstand, für die schnell zunehmende Anzahl an interessanten Exponaten – mehr und mehr aus dem Bereich landwirtschaftlicher Geräte und Maschinen – hinzu. Wissenschaftliche Unterstützung bekamen die Wandlitzer Museumsmitarbeiter durch das damalige Museum für Volkskunde aus Berlin.
Das Museum erhielt 1975 den Namen Museum der agraren Produktivkräfte.

Statue Die Bäuerin vor dem Agrarmuseum (2010)

Die vor der Mehrzweckhalle in den 1980er Jahren aufgestellte Bronzeskulptur des Künstlers Walter Arnold, Die Bäuerin, offiziell auch Befreite Arbeit – Schöneres Leben genannt, war eine Dauerleihgabe eines Berliner Museums. Die Statue (Bild) wurde im Jahr 2011 an das Berliner Museum zurückgegeben.

## Agrarmuseum ab 1990

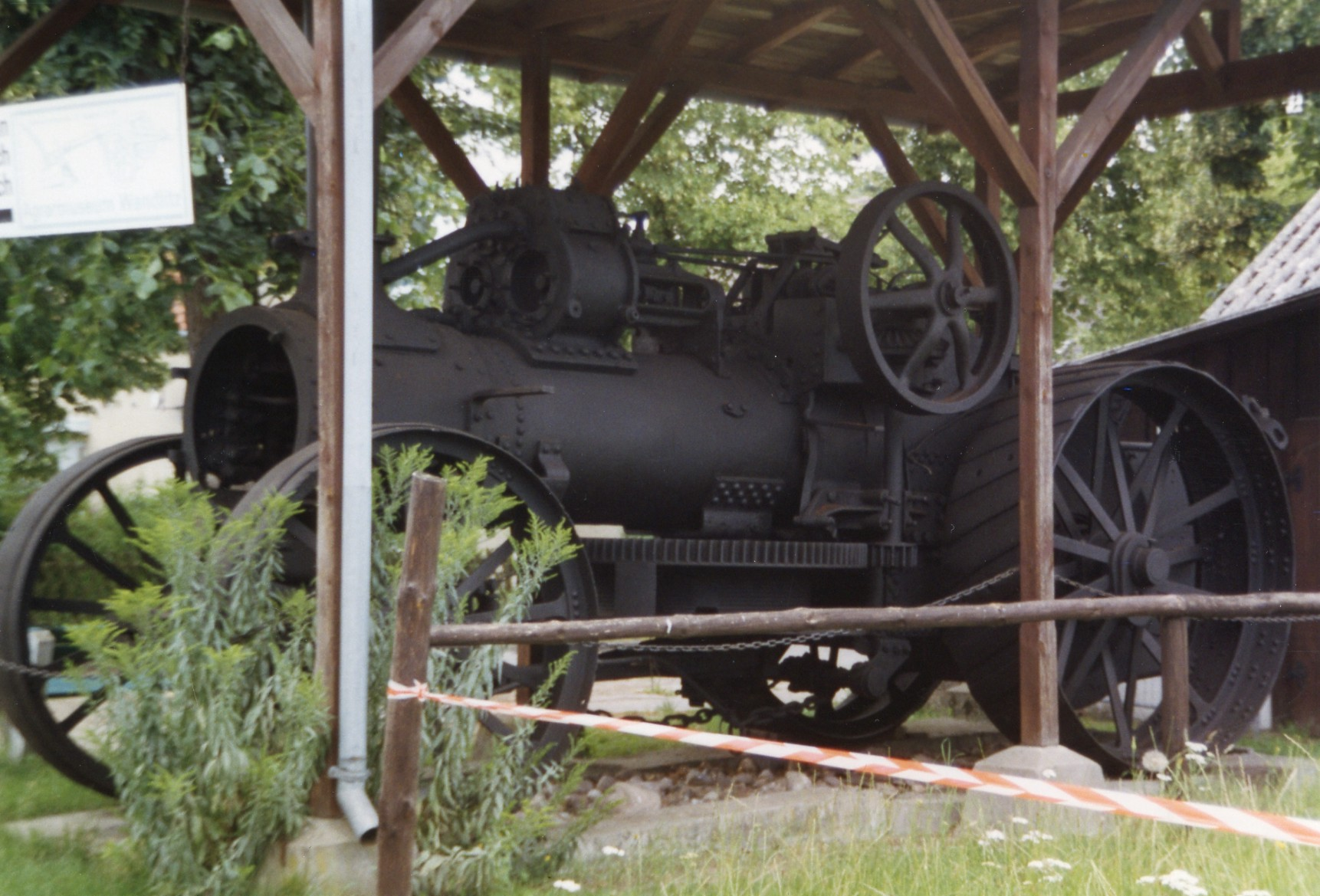
Dampfpflug – bekanntestes Exponat des Agrarmuseums im Dorf Wandlitz, anno 2004 noch am alten Standort

Nach der Wende konnte das Museum mit finanzieller Unterstützung der Gemeinde und durch einen neu gegründeten Museumsförderverein weiter bestehen. Im Jahr 1990 änderte das wieder gegründete Land Brandenburg den Namen des Museums in Agrarmuseum Wandlitz. In den folgenden Jahren wuchs es zur größten agrarhistorischen Sammlung in Brandenburg heran. Die räumliche Ausstellungsfläche betrug 2.000 m² im Frühjahr 2013. Auffallendstes Exponat im Freiland ist der historische Dampfpflug, bis Frühjahr 2013 gegenüber der Ausstellungshalle unter einem gesonderten Dach platziert. Zahlreiche funktionsfähige Traktoren und andere Landwirtschaftsmaschinen aus den verschiedenen Nutzungsepochen sind der Stolz des Museums (siehe Exponate (Auswahl)). In anderen Ausstellungsabteilungen wurden traditionelles Dorfhandwerk oder die dörfliche Hauswirtschaft dargestellt. Die Exponate der ersten Heimatstube gaben einen Einblick in die Geschichte des Dorfes Wandlitz und seiner Einwohner.
Das Museum unterhielt im Dorf ein Demonstrationsfeld für verschiedene Kartoffelsorten, die auf Steckschildern erklärt waren.
Der alleinige Träger des Museums ist die Gemeinde Wandlitz.
Ausstellungen in der Baracke gab es unter anderem zu den Themen Brandenburgische Landwirtschaft im Wandel der Zeiten, Wandlitz – Geschichte und Entwicklung des Dorfes und Not macht erfinderisch – Lebensmotto der Nachkriegszeit 1945.

## Erweiterungsbauten und Namenszusammenfassung

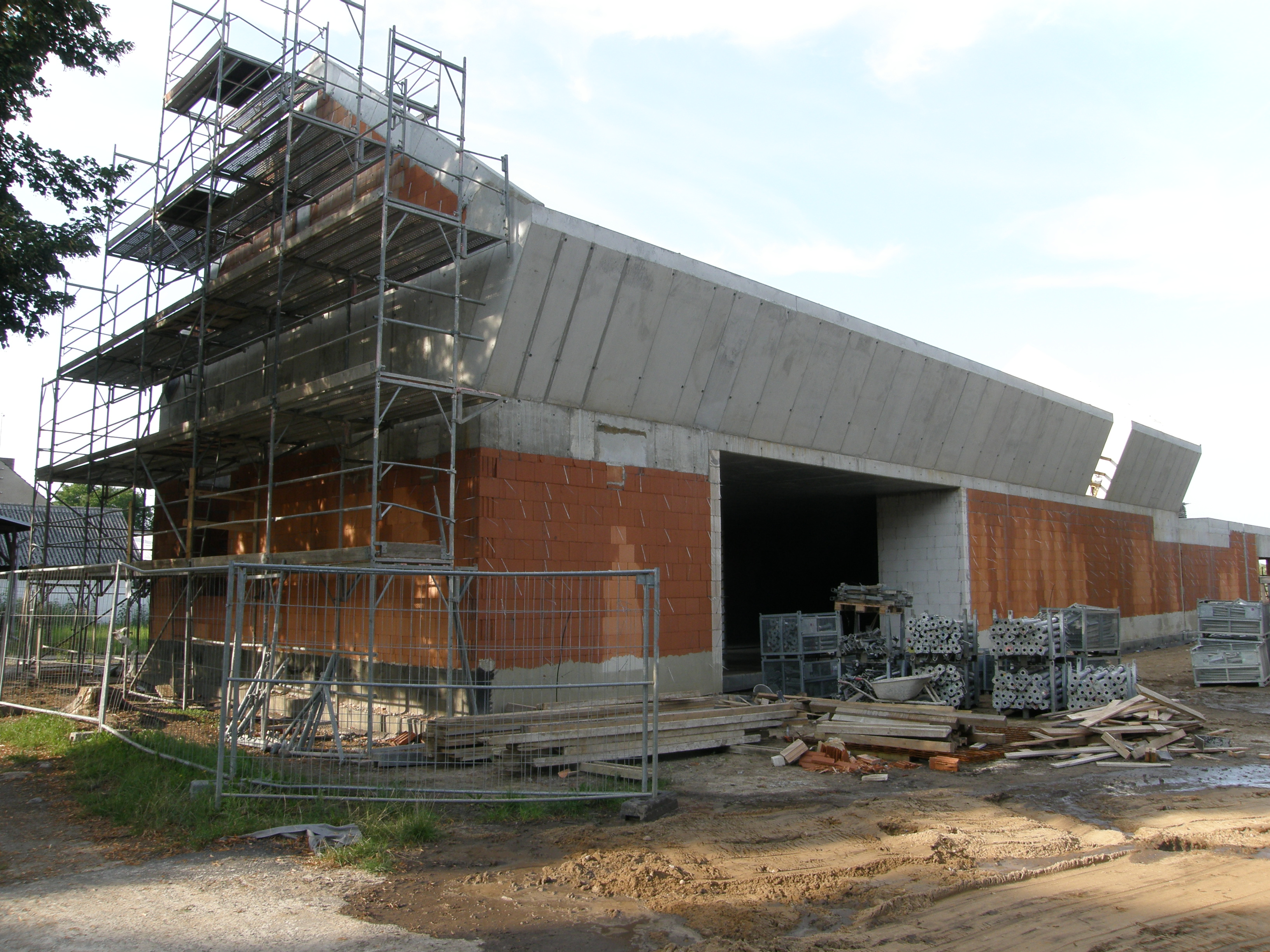
Fortschreitende Bauarbeiten Anfang August 2011

Ein lange geplanter Neubau (Arbeitstitel Barnim Hof) anstelle der Baracke konnte 2011 in Angriff genommen werden. In unmittelbarer Nähe des bisherigen Standortes errichtete die Gemeinde einen neuen Gebäudekomplex, der sowohl das Agrarmuseum Wandlitz als auch ein Besucherinformationszentrum des Naturparks Barnim beherbergt und unter dem Namen Barnim-Panorama zusammengefasst wurde. Die Grundsteinlegung für den Neubau erfolgte im Rahmen des 32. Museumsfestes am 15. Mai 2011. Der neue Museumskomplex ist der ortsüblichen Dorfbebauung Stall, hölzerne Scheune und steinernes Haupthaus nachempfunden und stellt einen historischen Dreiseithof dar. Die benachbarte denkmalgeschützte Gemeindeschule wurde nach kompletter Sanierung in das neue Zentrum integriert und ist Sitz der Naturpark- und Museumsverwaltung. Die Baupläne stammen von dem aus einem Wettbewerb hervorgegangenen Architekturbüro Reese Lubic Woehrlin aus Berlin-Prenzlauer Berg. Als Gesamtkosten entstanden rund 6,2 Millionen Euro, davon etwa fünf Millionen für die Bauten. Die EU und das Bundesland Brandenburg stellten davon 3,7 Millionen Euro Fördermittel bereit.
Im Jahr 2012 schlugen Wandlitzer Einwohner vor, das Ensemble nach dem Museumsgründer Walter Blankenburg zu benennen. Von der Kulturamtsleiterin wurde daraufhin eine Beschlussvorlage ausgearbeitet, den Baukomplex (das Barnim-Panorama) Walter-Blankenburg-Hof zu nennen. Der Förderverein Agrarmuseum mit seinem Vorsitzenden Reinhold Dellmann und eine Verwandte von Walter Blankenburg stimmten diesem Vorschlag nicht zu, weil der Grund und Boden nicht im Eigentum der Familie Blankenburg war. Stattdessen solle der gesamte Platz Walter-Blankenburg-Platz heißen. Eine amtliche Entscheidung wurde bisher (Stand Juni 2023) nicht bekannt.
Die feierliche Eröffnung des Barnim-Panorama erfolgte am 7. September 2013. Das Brandenburgische Bauministerium zeichnete das Architektenteam um Stefan Woehrlin am 16. Oktober 2013 mit dem Baukulturpreis (Sonderpreis) aus. Die Begründung bezieht sich auf die vorwiegende Verwendung ökologischer Baustoffe und auf die Auslegung als Niedrigenergiehaus mit sogar Nullemission. Das Preisgeld in Höhe von 2.500 Euro stellte der Architekt dem Förderverein des Museums und Naturpark Barnim zur Verfügung. Besonderheiten sind vor dem Gebäudekomplex eine begehbare Bodenkarte und ein großzüger Außenbereich, der auch Spielmöglichkeiten für Besucherkinder bereithält. Die Traktoren befinden sich nun in einer gläsernen Ausstellungshalle und die übrigen Exponate sind auf 1.650 m² neu geordnet worden.
Das direkt an der Straße befindliche kleine Backsteinhaus von Walter Blankenburg wurde abgerissen, welches die erste Heimatstube dargestellt hatte. Einen Hinweis zu den Ursprüngen des Museums gibt es hier nicht.
Der Neubau ist vollständig barrierefrei gehalten. – Mit der Einweihung des Neubaukomplexes wurde die Baracke vollständig leer gezogen, eine Weiternutzung ist bisher (Stand Juli 2023) nicht erfolgt.
Der Deutsche Tourismusverband prüft Museen in allen deutschen Bundesländern nach den Museumsbauten, ihren Ausstellungen, den Angeboten, Veranstaltungen und Verkehrsverbindungen. Im Ergebnis wird das Zertifikat Anerkannte Tourist-Information vergeben, ein rotes i. In der gesamten BRD tragen 730 Tourist-Informationen dieses begehrte Qualitätssiegel. Das Barnim-Panorama erhielt diese Auszeichnung erstmals im Jahr 2015, 2018 wurde das Zertifikat nach unangemeldeter Prüfung wieder bestätigt.
Das neue Besucherzentrum des Museums wurde im Frühjahr 2022 auf Initiative der Gemeindeverwaltung naturschutzfreundlich umgerüstet: die großen Fensterflächen erhielten einen Schutz gegen Vogelschlag. Dazu klebten Facharbeiter spezielle Punktfolien auf die Fenster, die ein Raster aus hellen Punkten mit 9 mm Durchmesser im Abstand von je 90 mm bilden. Das bedeckt dann nur eine Fläche von einem Prozent der Fenster, die aber sehr wirksam zur Verhinderung des Aufpralls fliegender Vögel sind. Die Entwicklung und Produktion der Folien erfolgte in einer Schweizer Firma, die Wirksamkeit (Kategorie A) bestätigten Versuche der österreichischen biologischen Station Hohenau-Ringelsdorf. In Wandlitz kam das neue Verfahren erstmals in Deutschland zur Anwendung.

## Ausstellungen

### Dauerausstellungen

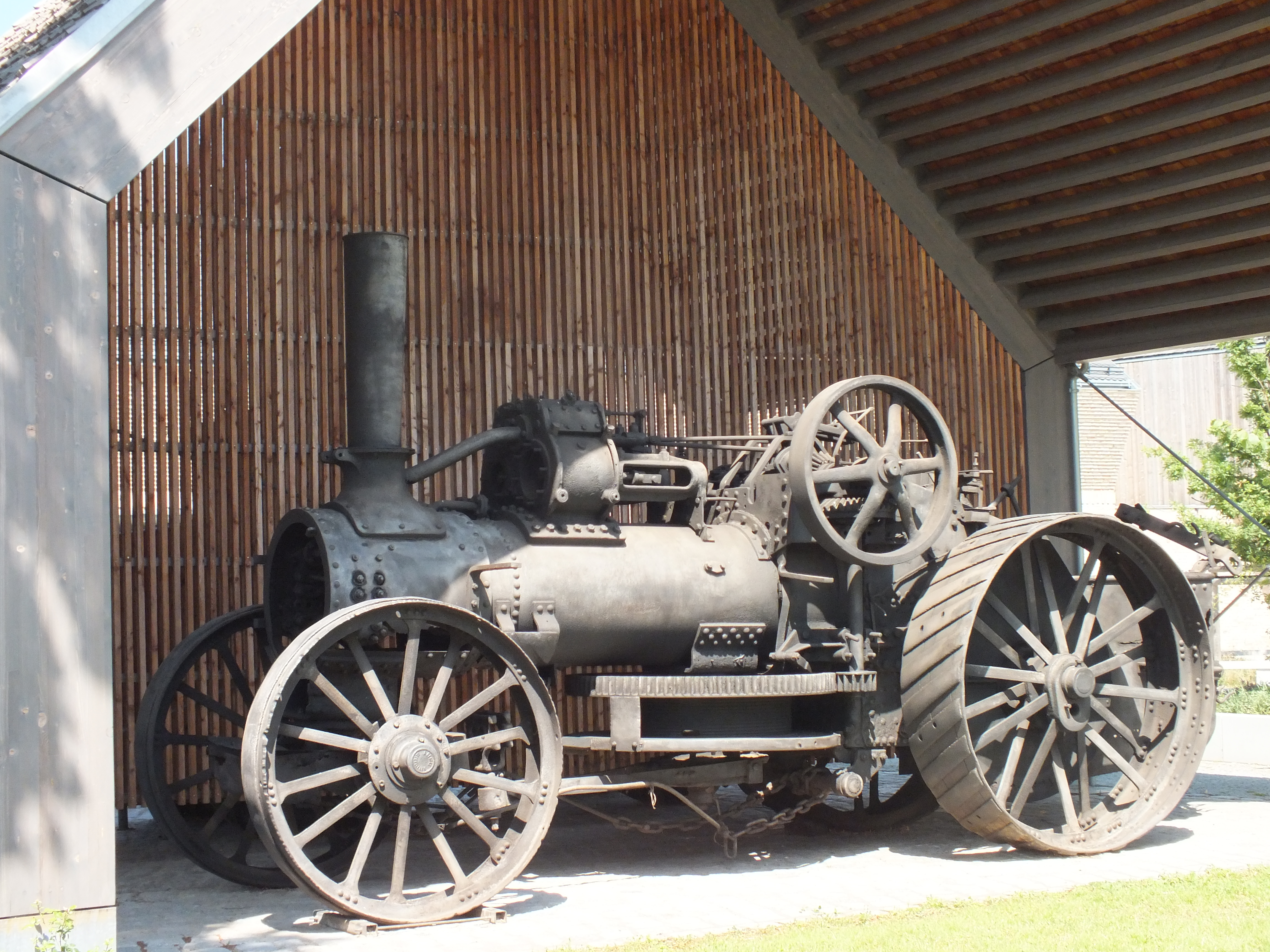
Historischer Dampfpflug, restauriert und nach Fertigstellung des Museumsneubaus unter neuem Dach (August 2015)

Das gesamte ehemalige Museum nutzt im Neubau nunmehr drei Etagen, die Dauer-Exposition steht unter dem Motto Geformte und genutzte Landschaft. Im Erdgeschoss befinden sich neben dem Foyer mit einem Shop die Exponatteile Wilder Barnim (eine Multimediainstallation; seit Herbst 2014), Bewegte Böden und die Traktoren-Herde. Von hier aus besteht ein Ausgang zum Schaugarten und zum Schaudepot Mähdrescher. Im Obergeschoss sind die Themen Barnim-Geschichten und Land-Leben dargestellt und eine Fläche ist für wechselnde Sonderausstellungen vorbehalten. Schließlich gibt es im Obergeschoss ein Panoramafenster, das die Aussicht auf den Wandlitzer See ermöglicht und eine begehbare Karte des Naturparks Barnim Blicke aus der Vogelperspektive simuliert.
Das Barnim-Panorama im Siedlungsbereich Wandlitz-Dorf ist ganzjährig (außer freitags) jeweils von 10 bis 18 Uhr geöffnet. Der reguläre Eintritt für erwachsene Einzelpersonen beträgt 6 Euro (Stand Sommer 2015).

### Sonderausstellungen
- 2014: Raus ins Grüne
- 2015/16: Wolf und Mensch – auf Spurensuche in Brandenburg
- 2016/17: Landmaschinenbau in Ostdeutschland – gestern & heute[13]
- 2017: Im Stall und auf der Weide. Wie gut geht’s unseren Tieren?!
- 2018 bis 21. März 2019: Märkische Wanderer. Unterwegs mit Stock, Rad, Klampfe und Boot[14]
- 2018/19: Stadt – Land – Biene. Wilde Bienen und Honigbienen in unserer Nachbarschaft[10]
- 11. April 2019–: Große Liebe[14]
- Oktober 2019–: Bodenfunde aus Brandenburg[14]
- 2020: Die Sonderausstellung Kriechen, Krabbeln, Fliegen: Insekten unter der Lupe wurde coronabedingt bis März 2022 verlängert.
- 2022: Aus Holz gemacht – Vom Wald, vom Holz und dem Tischlerdorf Klosterfelde, die von passenden Vortragsreihen ergänzt wurde.[15]
- Juli 2024–Juli 2025: Faszination Pilze. Geheimnisvolle Alleskönner[16]

## Exponate (Auswahl)

### Wilder Barnim
Diese moderne technische Darstellung wurde nach einem begrenzten Wettbewerb von der Firma Bärlin Team Eventdesign zusammen mit ihrem Filmlabel filmfritzen.tv erstellt. Auf einer gebogenen Projektionsfläche von 14 × 3 m wird ein Endlosfilm abgespielt, der die Formung der Landschaft Barnim in eindrucksvollen Bildern verdeutlicht. Sieben Filmszenen, die ohne Sprechertexte aber mit Naturgeräuschen und eigens komponierten Soundeffekten ausgestattet wurden, bringen den Besuchern die Eiszeit, das anschließende Abschmelzen der Gletscher sowie die Entstehung von Seen, Wäldern und Mooren nahe. Die Multimediashow wird schließlich von abgestimmten Lichteffekten unterstrichen.

### Traktoren und Erntemaschinen
- Claas-Mähdreschbinder (1937; 2011/2012 durch die Herstellerfirma aus Nordrhein-Westfalen restauriert)[18]
- RS 08 Geräteträger Maulwurf
- RS 14/36 Famulus

- KD 35, ein Kettenschlepper aus sowjetischer Produktion
- Traktoren aus DDR-Produktion wie Brockenhexe, Aktivist
- S4, ein Mähdrescher aus dem Landmaschinenwerk Tula, Sowjetunion (1952, 'Stalinez 4')

- Mähdrescher E 175 aus DDR-Produktion (Patriot)
- Mähdrescher E 512, Baujahr ca. 1978, hergestellt vom VEB Kombinat Landmaschinen Neustadt/Sachsen
- Zugtraktor ZT 300

### Weitere Maschinen und Fahrzeuge
- Dampfpflug, seit Sommer 2013 an einem neuen Platz vor dem Zugang zum Neubau des Barnim Panorama
- Kartoffellegemaschine
- Siebkettenvorratsroder E 648

- Schleuderroder
- Pflanzenschutzmaschine
- eine 1000er Milchviehanlage
- eine Buttermaschine

- Wagen und Kutschen
- Feuerwehrgerätschaften wie die erste Handdruckspritze aus dem Jahr 1911
- Milchverkaufswagen (2011 ebenfalls restauriert)[19]

### Sonstige Exponate
- primitive Handarbeitsgeräte, teilweise aus Kriegsschrott hergestellt, für Böttcher, Tischler, Stellmacher, Schmied oder Zimmerleute, darunter ein Schmiede-Blasebalg, der im Jahr 2011 in einer Berliner Werkstatt fachgerecht restauriert werden konnte[19]

- Arbeitsgeräte für Schäfer, Hirten, Melker, Feldarbeiter und Bodenbearbeitung
- manuelle Erntegerätschaften
- ein dörfliches Klassenzimmer

- bäuerliche Alltagsgegenstände vor allem der Hauswirtschaft und Stallarbeit
- In der früheren Ausstellungshalle im Vorraum waren einige Kleidungsstücke und Gerätschaften der Freiwilligen Feuerwehr Wandlitz zu sehen.

Eine originale Bodenreform-Urkunde aus Wandlitz wurde dem Haus der Brandenburg-Preußischen Geschichte in Potsdam als Leihgabe überlassen.

## Veranstaltungen im Museum und Gebäudenutzung

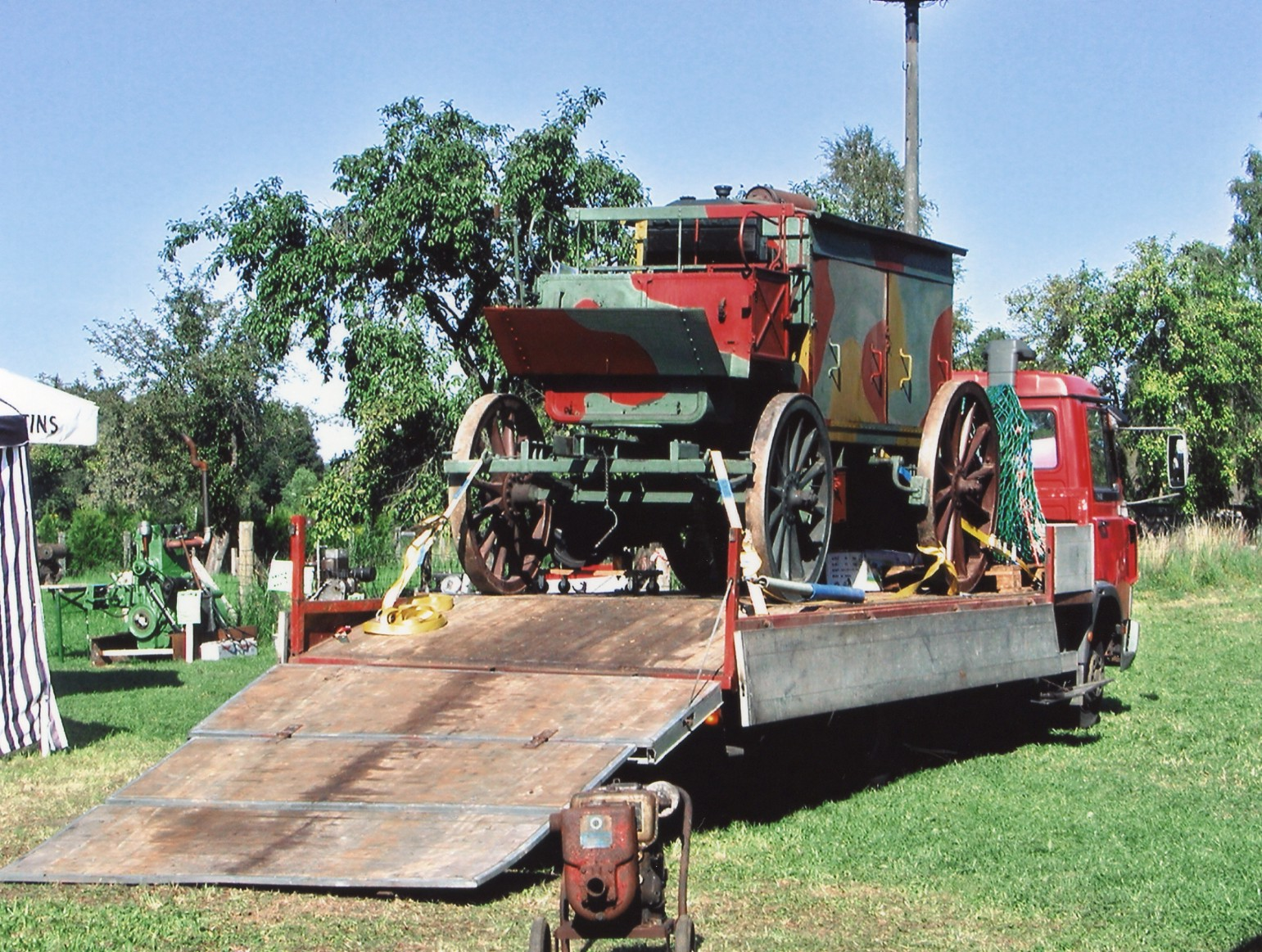
Alte Technik wird für das Museumsfest 2005 bereitgestellt.

Bereits im Jahr 1979 wurde ein erstes Museumsfest veranstaltet, zu dem Musikanten auftraten und einige funktionstüchtige Exponate wie historische Traktoren in einem Umzug gezeigt wurden. Dieses Fest konnte alljährlich im Mai wiederholt werden und lockt auch mit traditionellem Dorfhandwerk in Aktion und mit Vorführungen aus dem Museumsfundus bis zu 2.500 Besucher in den historischen Dorfkern von Wandlitz. An der Ausrichtung des Museumsfestes beteiligen sich zahlreiche kleine Technikunternehmen, Handwerkerbetriebe, Kunsthandwerker, Wandlitzer Vereine und die Naturwacht und Naturpark Barnim GmbH.
Seit etwa 1983 lädt die sommerliche Konzertreihe Musik im Museum zu einem Museumsbesuch etwas anderer Art ein. Solisten der Komischen Oper Berlin spielen zu vier Terminen zwischen Juni und September inmitten der Kulisse des Museums. Diese Tradition wurde nach der Wende beibehalten.
Im Juli 2009 hörten die Besucher beispielsweise Melodien von Wolfgang Amadeus Mozart und Ludwig van Beethoven.
In das ehemalige, schön restaurierte historische Schulgebäude zog das Naturparkzentrum Barnim ein, das bis zur Fertigstellung des Museumsneubaus in einem Ortsteil von Bernau bei Berlin seinen Sitz hatte. Die Zusammenlegung fand letztendlich auch in der Namensgebung ihren Niederschlag.